# Arthur Brunsich von Brun
Wilhelm Otto Ludwig Arthur Brunsich Edler von Brun (* 27. Mai 1845 in Danzig; † 8. November 1938 in Potsdam) war ein preußischer General der Infanterie.

## Leben

### Herkunft
Er war der Sohn des späteren preußischen Generals der Infanterie Georg Brunsig von Brun (1789–1858) und dessen zweiter Ehefrau Mathilde, geborene Schulze (1812–1887). Im Gegensatz zu seinem Vater führten die Kinder aus dieser Ehe den Namen Brunsich Edle von Brun. Der spätere Generalmajor August Brunsig von Brun (1824–1905) war sein älterer Bruder.

### Militärkarriere
Brun besuchte Gymnasien in Münster und Görlitz sowie die Vorbereitungsanstalt des Leutnants a. D. Grabowski in Berlin. Am 4. Dezember 1862 trat er als Dreijährig-Freiwilliger in das Königs-Grenadier-Regiment (2. Westpreußisches) der Preußischen Armee ein. Er avancierte im Oktober 1864 zum Sekondeleutnant und nahm 1866 während des Krieges gegen Österreich an den Kämpfen bei Nachod, Skalitz, Schweinschädel und Königgrätz teil. Brun fungierte vom 26. Juli bis zum 1. Oktober 1866 als Adjutant des Füsilier-Bataillons und wurde für sein Verhalten während des Feldzuges mit dem Ritterkreuz des Königlichen Hausordens von Hohenzollern mit Schwertern ausgezeichnet.
Am 22. März 1868 wurde Brun in das 1. Garde-Regiment zu Fuß versetzt und versah seinen Dienst in der 9. Kompanie. Während des Krieges gegen Frankreich nahm er 1870/71 an den Kämpfen bei St. Privat, Beaumont, Sedan und Le Bourget sowie der Belagerung von Paris teil. Ausgezeichnet mit dem Eisernen Kreuz II. Klasse wurde er nach dem Friedensschluss als Adjutant an die Unteroffizierschule in Potsdam kommandiert. In dieser Stellung stieg Brun im Juli 1871 zum Premierleutnant auf und vertrat im Herbst 1872 den Adjutanten der 1. Garde-Division. Deren Kommandeur Generalleutnant von Pape empfahl ihn daraufhin zur Höheren Adjutantur. Mitte Juni 1873 kehrte Brun in den Truppendienst zurück. Mit der Beförderung zum Hauptmann wurde er am 5. Mai 1876 zum Kompaniechef ernannt und avancierte am 5. Februar 1887 zum überzähligen Major. Vom 27. Januar 1888 bis zum 23. März 1890 war Brun Kommandeur des II. Bataillons. Anschließend ernannte man ihn unter Stellung à la suite seines Regiments zum Kommandeur des Lehr-Infanterie-Bataillons. Als Oberstleutnant und etatsmäßiger Stabsoffizier wurde er am 27. Januar 1893 in das 1. Garde-Regiment zu Fuß rückversetzt. Zwei Jahre später folgte unter Beförderung zum Oberst seine Ernennung zum Kommandeur des Füsilier-Regiments „General-Feldmarschall Prinz Albrecht von Preußen“ (Hannoversches) Nr. 73. Daran schloss sich vom 15. Juni 1898 bis zum 15. Juni 1901 eine Verwendung als Generalmajor und Kommandeur der 6. Infanterie-Brigade in Stettin an. Anschließend war Brun als Generalleutnant Kommandeur der 36. Division in Danzig, bis er schließlich am 11. September 1903 zum Gouverneur von Thorn ernannt wurde. In Würdigung seiner Verdienste erhielt Brun im Januar 1904 den Kronenorden I. Klasse sowie zwei Jahre später den Roten Adlerorden I. Klasse mit Eichenlaub. Am 16. Oktober 1906 wurde ihm der Charakter als General der Infanterie verliehen. Unter Verleihung des Sterns der Komture des Königlichen Hausordens von Hohenzollern mit Schwertern am Ringe wurde Brun am 8. September 1907 mit der gesetzlichen Pension zur Disposition gestellt.
In nachmaliger Anerkennung seiner langjährigen Verdienste wurde Brun am 9. Februar 1910 die Erlaubnis zum Tragen der Uniform des Füsilier-Regiments „General-Feldmarschall Prinz Albrecht von Preußen“ (Hannoversches) Nr. 73 erteilt. Er war Rechtsritter des Johanniterordens.

### Familie
Brun hatte sich am 26. September 1877 in Berlin mit Marie von Ruville (1855–1887) verheiratet. Aus der Ehe gingen die Kinder Arthur (* 1878), Agnes (* 1881) und Hartwig (1884–1914) hervor.
Außerdem adoptierte er 1931 den promovierten Dresdener leitenden Bibliothekar und Buchhändler Richard Brunn, 1870 geboren als Sohn des Kaufmanns Adolph Friedrich Brunn (1827–1900), der dann den Namen Brunsich Edler von Brun führte. Richard Brunsich Edler von Brun starb 1964 in Hamburg und hatte einen Sohn namens Max (1899–1983). Die Namensänderung war zwar nach geltendem deutschen Namensrecht gültig, wird vom Deutschen Adelsrechtsausschuß jedoch als sogenannter „Scheinadel“ gewertet.